# Ewgenija Radanowa
Ewgenija Nikolowa Radanowa (bulgarisch Евгения Николова Раданова; * 4. November 1977 in Sofia) ist eine ehemalige bulgarische Shorttrackerin und Radsportlerin. Sie gewann im Shorttrack zahlreiche Medaillen bei Olympischen Spielen, Weltmeisterschaften und vor allem bei Europameisterschaften. Zwischen 5. August 2014 und 7. November 2014 war sie amtierende Ministerin für Sport und Sportbildung Bulgariens.

## Biografie
Radanowa kam schon mit etwa zehn Jahren über das Eisschnelllaufen zum Shorttrack. Sie startete für den Verein Slavia Sofia SC und wurde von Iwan Pandow und Julian Angelow trainiert. Sie nahm seit 1994 an internationalen Meisterschaften teil. Radanowa startete im November 1997 erstmals im neu eingeführten Weltcup. In der Saison 1998/99 gewann sie ihr erstes Weltcuprennen. In den folgenden Jahren erreichte sie regelmäßig Podestplätze und vordere Ränge in den Weltcup-Gesamtwertungen, darunter einen Sieg im 500 m-Weltcup. Sie beendete ihre Karriere nach den Olympischen Spielen 2010 in Vancouver.
Zwischen 2002 und 2004 trat Radanowa auf Anraten ihres Trainers auch im Bahnradsport an. Sie nahm an den Weltmeisterschaften 2003 in Stuttgart und 2004 in Melbourne teil. Ihre besten Resultate waren Rang 14 im Sprint und Rang 16 im 500 m-Zeitfahren. Sie startete bei den Olympischen Sommerspielen 2004 in Athen und errang im Sprint Rang zwölf.
Radanowa stellte zwischen 1998 und 2001 vier Weltrekorde im Shorttrack auf. Der letzte Weltrekord über 500 m hatte dabei sieben Jahre Bestand. Sie war die erste bulgarische Athletin, die zwei Medaillen bei Olympischen Winterspielen gewann, und die erste, die sowohl an Sommer- als auch an Winterspielen teilnahm.

## Erfolge im Shorttrack

### Olympische Spiele
Radanowa nahm an insgesamt sechs Olympischen Spielen teil, darunter fünf Winterspielen. Sie gewann zwei Silber- und eine Bronzemedaille.
- Lillehammer 1994: 23. 500 m, 21. 1000 m
- Nagano 1998: 14. 500 m, 11. 1000 m
- Salt Lake City 2002: Silber 500 m, 5. 1000 m, Bronze 1500 m, 6. 3000-m-Staffel
- Turin 2006: Silber 500 m, 6. 1500 m
- Vancouver 2010: 9. 500 m, 25. 1000 m, 7. 1500 m

### Weltmeisterschaften
Radanowa bestritt mehr als zehn Weltmeisterschaften, wobei sie bei sieben Meisterschaften mindestens eine Medaille gewinnen konnte. Insgesamt errang sie zwei Gold-, vier Silber- und zehn Bronzemedaillen.
- Gjøvik 1995: Bronze 3000 m
- Wien 1998: Bronze 1500 m und 3000 m
- Sofia 1999: Silber 500 m, Bronze 3000-m-Staffel
- Sheffield 2000: Gold 500 m
- Jeonju 2001: Bronze Mehrkampf, 3000 m und 3000-m-Staffel, Silber 1500 m
- Montreal 2002: Bronze Mehrkampf und 1000 m, Silber 500 m und 3000 m
- Warschau 2003: Gold 1000 m, Bronze 3000-m-Staffel

### Europameisterschaften
Radanowa ist die erfolgreichste Teilnehmerin bei Europameisterschaften. Sie gewann neun Goldmedaillen, sieben im Mehrkampf und zwei mit der Staffel, sowie sieben Silbermedaillen, drei im Mehrkampf und vier mit der Staffel. Noch imposanter ist die Bilanz, wenn man auch die Ergebnisse auf den Einzelstrecken berücksichtigt. Über diese Strecken werden zwar offiziell keine Titel vergeben, trotzdem bekommen die platzierten Athleten sog. kleine Medaillen. Mit den Ergebnissen aus dem Mehrkampf, den Einzelstrecken und der Staffel konnte Radanowa 38 Gold-, zwölf Silber- und vier Bronzemedaillen gewinnen. Im Jahr 2001 schaffte sie es als bislang einzige Athletin, alle sechs möglichen Titel zu erringen.
- Malmö 1997: Silber 500 m, Staffel, Bronze 1500 m
- Oberstdorf 1999: Gold 1000 m, 1500 m, Silber Mehrkampf, 500 m, 3000 m, Staffel
- Bormio 2000: Gold Mehrkampf, 1000 m, 1500 m, 3000 m, Staffel, Silber 500 m
- Den Haag 2001: Gold Mehrkampf, 500 m, 1000 m, 1500 m, 3000 m, Staffel
- Grenoble 2002: Gold Mehrkampf, 500 m, 1000 m, 1500 m, 3000 m, Silber Staffel
- St. Petersburg 2003: Gold Mehrkampf, 500 m, 1000 m, 1500 m, 3000 m
- Zoetermeer 2004: Gold Mehrkampf, 500 m, 1000 m, 1500 m
- Turin 2005: Gold 1000 m, 1500 m, Silber Mehrkampf, Bronze 500 m
- Krynica-Zdrój 2006: Gold Mehrkampf, 500 m, 1000 m, 1500 m
- Sheffield 2007: Gold Mehrkampf, 500 m, 1000 m, 3000 m
- Ventspils 2008: Gold 1000 m, Silber Mehrkampf, Staffel, Bronze 500 m
- Turin 2009: Silber 500 m
- Dresden 2010: Bronze 1500 m

## Persönliche Bestzeiten
- 500 m 43,650 s (aufgestellt am 29. November 2008 in Peking)
- 1000 m 1:31,245 min (aufgestellt am 12. Februar 2005 in Spišská Nová Ves)
- 1500 m 2:24,237 min (aufgestellt am 18. November 2005 in Den Haag)
- 3000 m 5:07,93 min (aufgestellt am 19. März 1995 in Gjøvik)